# Allemanche-Launay-et-Soyer
Allemanche-Launay-et-Soyer je francouzská obec v departementu Marne v regionu Grand Est. Žije zde 118 obyvatel.

## Geografie

### Sousední obce
| Růžice kompasu | Villeneuve-Saint-Vistre-et-Villevotte |                            | La Chapelle-Lasson | Růžice kompasu |
| Růžice kompasu | Saint-Quentin-le-Verger               | Sever                      | Marsangis          | Růžice kompasu |
| Růžice kompasu | Saint-Quentin-le-Verger               | Allemanche-Launay-et-Soyer | Marsangis          | Růžice kompasu |
| Růžice kompasu | Saint-Quentin-le-Verger               | Jih                        | Marsangis          | Růžice kompasu |
| Růžice kompasu | Baudement                             |                            | Anglure            | Růžice kompasu |